# راندي وايلز
راندي وايلز (بالإنجليزية: Randy Wiles)‏ هو لاعب كرة قاعدة أمريكي، ولد في 10 سبتمبر 1951 في Fort Belvoir ‏ في الولايات المتحدة، وتوفي في 15 سبتمبر 2015 في باتون روج في الولايات المتحدة.

## وصلات خارجية
- راندي وايلز على موقع دوري كرة القاعدة الرئيسي (الإنجليزية)
- راندي وايلز على موقعبيزبول رفرنس.كوم (الدوري الرئيسي) (الإنجليزية)
- راندي وايلز على موقعبيزبول رفرنس.كوم (الدوري الثانوي) (الإنجليزية)